# Relations entre coefficients et racines

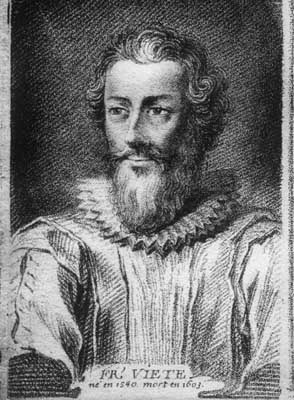
portrait de François Viète.

« Formules de Viète » redirige ici. Pour la formule sur le nombre π, voir Formule de Viète.
Un polynôme {\displaystyle P} de degré {\displaystyle n} sur un corps K s'écrit sous sa forme la plus générale : 
où {\displaystyle a_{i}} est appelé coefficient de {\displaystyle X^{i}}.
Si {\displaystyle P} est scindé, on peut aussi le définir grâce à ses racines, c'est-à-dire l'ensemble des valeurs de {\displaystyle x} qui annulent {\displaystyle P}. Ainsi, le théorème de d'Alembert-Gauss garantit que tout polynôme de degré {\displaystyle n} à coefficients complexes admet exactement {\displaystyle n} racines sur {\displaystyle \mathbb {C} }, éventuellement multiples (sur {\displaystyle \mathbb {R} } en revanche, ce n'est pas toujours vrai). Il en résulte qu'un polynôme {\displaystyle P} à coefficients complexes peut se réécrire :
avec {\displaystyle x_{i}} les racines de {\displaystyle P}, éventuellement multiples. Les relations entre les coefficients et les racines portent le nom de François Viète, le premier à les avoir énoncées dans le cas de racines positives.

## Relations de Viète

### Polynômes symétriques
On définit le {\displaystyle k}-ième polynôme symétrique à {\displaystyle n} indéterminées, noté {\displaystyle \sigma _{k}}, comme la somme de tous les produits à {\displaystyle k} facteurs de ses indéterminées. (Il y a {\displaystyle {n \choose k}} tels produits possibles.) Par exemple, les polynômes symétriques associés aux indéterminées {\displaystyle w}, {\displaystyle x}, {\displaystyle y} et {\displaystyle z} sont :
{\displaystyle \sigma _{0}=1},
{\displaystyle \sigma _{1}=w+x+y+z},
{\displaystyle \sigma _{2}=wx+wy+wz+xy+xz+yz},
{\displaystyle \sigma _{3}=wxy+wyz+xyz+xzw},
{\displaystyle \sigma _{4}=wxyz}.
Plus généralement, en considérant les polynômes symétriques {\displaystyle \sigma _{1}\cdots \sigma _{n}} à {\displaystyle n} indéterminées,
{\displaystyle \sigma _{0}(x_{1},\cdots x_{n})=1},
{\displaystyle \sigma _{1}(x_{1},\cdots x_{n})=\sum _{i=1}^{n}x_{i}},
{\displaystyle \sigma _{2}(x_{1},\cdots x_{n})=\sum _{1\leq i<j\leq n}x_{i}x_{j}},
{\displaystyle \vdots }
{\displaystyle \sigma _{k}(x_{1},\cdots x_{n})=\sum _{1\leq i_{1}<\cdots <i_{k}\leq n}x_{i_{1}}x_{i_{2}}\ldots x_{i_{k}}},
{\displaystyle \vdots }
{\displaystyle \sigma _{n}(x_{1},\cdots x_{n})=x_{1}x_{2}\ldots x_{n}}.

### Théorème
Soient {\displaystyle P=\sum _{j=0}^{n}a_{j}X^{j}} un polynôme scindé de degré {\displaystyle n} et {\displaystyle x_{1},\dots ,x_{n}} ses {\displaystyle n} racines (les racines multiples étant comptées plusieurs fois). Alors pour tout {\displaystyle k\in [\![0;n]\!]},
ce qui peut encore s'écrire
Ces relations se prouvent en développant le produit {\displaystyle P=a_{n}(X-x_{1})(X-x_{2})\cdots (X-x_{n})}, et en identifiant les coefficients du développement (qui s'expriment à partir des polynômes symétriques des racines) avec les coefficients de {\displaystyle P=a_{n}X^{n}+a_{n-1}X^{n-1}+\cdots +a_{0}}.

### Exemples
- Cas {\displaystyle n=2}. Soient {\displaystyle P=aX^{2}+bX+c} et {\displaystyle x_{1},x_{2}} ses racines. Alors[2],
{\displaystyle x_{1}+x_{2}=-{\frac {b}{a}}},
{\displaystyle x_{1}x_{2}={\frac {c}{a}}}.
- Cas {\displaystyle n=3}. Soient {\displaystyle P=aX^{3}+bX^{2}+cX+d} et {\displaystyle x_{1},x_{2},x_{3}} ses racines. Alors[3],
{\displaystyle x_{1}+x_{2}+x_{3}=-{\frac {b}{a}}},
{\displaystyle x_{1}x_{2}+x_{1}x_{3}+x_{2}x_{3}={\frac {c}{a}}},
{\displaystyle x_{1}x_{2}x_{3}=-{\frac {d}{a}}}.

## Sommes de Newton

### Exemple introductif
On se donne le polynôme {\displaystyle P=X^{3}+2X^{2}+3X+4} avec {\displaystyle a}, {\displaystyle b}, {\displaystyle c} ses racines. On veut déterminer la somme {\displaystyle a^{2}+b^{2}+c^{2}}. Pour cela, on dispose de l'identité suivante :
si bien que, d'après les relations de Viète : 

### Théorème
Les sommes de Newton sont une généralisation de ce principe. On pose {\displaystyle s_{k}=x_{1}^{k}+\cdots +x_{n}^{k}}, où les {\displaystyle x_{i}} sont les racines de {\displaystyle P=a_{n}X^{n}+a_{n-1}X^{n-1}+\ldots +a_{0}} (en particulier, {\displaystyle s_{0}=n}). La méthode présentée dans l'exemple se généralise, mais les calculs deviennent compliqués. On peut par contre démontrer directement que, pour {\displaystyle d\leq n} :
{\displaystyle a_{n}s_{1}+a_{n-1}=0},
{\displaystyle a_{n}s_{2}+a_{n-1}s_{1}+2a_{n-2}=0},
{\displaystyle a_{n}s_{3}+a_{n-1}s_{2}+a_{n-2}s_{1}+3a_{n-3}=0},
{\displaystyle \vdots }
{\displaystyle a_{n}s_{d}+a_{n-1}s_{d-1}+\ldots +a_{n-d+1}s_{1}+da_{n-d}=0}.

## Continuité des racines
En raison de leur expression polynomiale, les coefficients d'un polynôme à coefficients complexes sont des fonctions continues de ses racines. La réciproque est vraie mais plus délicate à prouver. Considérons l'application {\displaystyle F:\mathbb {C} ^{n}\to \mathbb {C} ^{n}} définie par :
{\displaystyle F(z_{1},\dots ,z_{n})=(-\sigma _{1},\sigma _{2},\dots ,(-1)^{n}\sigma _{n})}
où les {\displaystyle \sigma _{i}} sont les polynômes symétriques élémentaires définis à partir de {\displaystyle (z_{1},\dots ,z_{n})}. {\displaystyle F(z_{1},\dots ,z_{n})} donne la liste des coefficients du polynôme unitaire {\displaystyle (X-z_{1})\cdots (X-z_{n})} (hormis le coefficient dominant égal à 1). D'après le théorème de d'Alembert, cette application est surjective. {\displaystyle F} est continue puisque les coefficients du polynôme sont des fonctions continues des racines. La factorisation canonique de {\displaystyle F} conduit à introduire la relation d'équivalence suivante sur l'ensemble de départ {\displaystyle \mathbb {C} ^{n}} de {\displaystyle F} :
{\displaystyle (z_{1},\dots ,z_{n}){\mathcal {R}}(z_{1}',\dots ,z_{n}')\iff F(z_{1},\dots ,z_{n})=F(z_{1}',\dots ,z_{n}')\iff \exists \varphi \in {\mathfrak {S}}_{n},\forall i,z_{i}'=z_{\varphi (i)}}
où {\displaystyle {\mathfrak {S}}_{n}} est le groupe symétrique sur l'ensemble {\displaystyle \{i,\dots ,n\}} des indices. Notons {\displaystyle \mathbb {C} ^{n}/{\mathfrak {S}}_{n}} l'ensemble quotient. Munissons cet ensemble de la topologie quotient. {\displaystyle F} se factorise sous la forme {\displaystyle {\overline {F}}\circ \pi }, où {\displaystyle \pi } est la projection canonique de {\displaystyle \mathbb {C} ^{n}} sur {\displaystyle \mathbb {C} ^{n}/{\mathfrak {S}}_{n}}, et {\displaystyle {\overline {F}}} l'application de {\displaystyle \mathbb {C} ^{n}/{\mathfrak {S}}_{n}} dans {\displaystyle \mathbb {C} ^{n}} qui, à une classe d'équivalence représentée par {\displaystyle (z_{1}\cdots ,z_{n})} associe la suite des polynômes symétriques élémentaires correspondants. On peut alors montrer que {\displaystyle {\overline {F}}} est un homéomorphisme entre l'ensemble {\displaystyle \mathbb {C} ^{n}/{\mathfrak {S}}_{n}} des racines du polynôme à permutation près et l'ensemble {\displaystyle \mathbb {C} ^{n}} des coefficients du polynôme.